# 앙리 뒤낭
장 앙리 뒤낭(프랑스어: Jean-Henri Dunant, 1828년 5월 8일 ~ 1910년 10월 30일)은 국제적십자위원회의 창시자로, 제1대 노벨 평화상 수상자이다.

## 생애

### 성장과정

#### 출생
장 앙리 뒤낭은 1828년 어머니 앙트와네트와 아버지 자크 뒤낭 사이에서 5남매의 장남으로 태어났다.
아버지는 제네바 시의회에서 의원으로 활동했으며, 어머니는 종교개혁자 장 칼뱅을 존경하는 개신교 신자였다. 앙리의 부모는 노블레스 오블리주를 실천하는 이들로 아버지는 소년원에서 자원봉사를 했으며, 교도소 재소자들의 복지에 관심이 있었다.

#### 사회운동 및 경제적 독립
개신교 전통에서 자란 앙리 뒤낭은 나눔의 실천을 중시하는 개혁교회(Reformed)으로 전향하였다. 부모의 영향으로 청소년기부터 환자와 가난한 사람들을 구호하는 데 힘썼으며, 1844년 영국 복음주의자들이 만든 기독교 사회운동 단체인 YMCA(기독교 청년연합회) 창설에 참가하기도 하였다. 하지만 자신의 힘이 아닌 아버지의 경제적인 도움을 받아서 활동하는 한계를 발견하자, 북아프리카의 알제리 에 지역주민들의 빈곤퇴치를 위한 제분회사(製粉會社)를 설립하기도 하였다.

### 적십자 창립
1858년 이탈리아 통일전쟁 때 제분회사의 수리권(水利權)을 얻고자 북이탈리아로 나폴레옹 3세를 찾아가던 길에, 솔페리노 전투에서 생긴 수천의 부상자를 만나 국적에 구애받지 않는 구호활동에 참가했다. 이때의 경험은 《솔페리노의 회상》(1862년)에 실렸는데, 이 책에서 앙리 뒤낭은 전시의 부상자 구호를 위한 중립적 민간 국제기구 창설의 필요성을 역설하였다. 이 제안은 유럽 각국으로부터 큰 호응을 받아 1863년 국제 적십자 위원회 제네바 협약이 체결되었다.

### 말년
적십자 활동을 통해 부모가 물려준 유산을 포함한 전 재산을 모두 써버린 앙리 뒤낭은 1867년 고향인 제네바를 떠나 프랑스 파리에 이사하여 글을 옮겨 적는 일을 하였다. 1870년 프로이센-프랑스 전쟁이 벌어지자 앙리는 프랑스 국방위원회의 보조를 받으면서 구호활동을 하였다. 1892년 4월 30일 이후부터는 의사 Hermann Altherr의 배려로 알프스가 보이는 양로원과 병원에서 남은 삶을 보냈다. 1901년 박애정신과 평화에 기여한 공로가 인정되어 제1회 노벨 평화상을 받았지만 그의 생활을 나아지지 않았다. 1910년 10월 30일 스위스 아펜첼아우서로덴주의 하이덴에서 사람들에게 잊힌 채 여든두 살의 나이로 삶을 마쳤다.

### 기념
'적십자 운동의 아버지'로 불리며, 1864년 뒤낭의 생일인 5월 8일을 세계 적십자와 적신월사의 날로 정하여 기념하고 있다.

## 같이 보기
- 장 칼뱅